# Eurytoma vernonia
Eurytoma vernonia är en stekelart som beskrevs av Bugbee 1967. Eurytoma vernonia ingår i släktet Eurytoma och familjen kragglanssteklar. Inga underarter finns listade i Catalogue of Life.